# Laguna Pejerreyes
La laguna Pejerreyes es un cuerpo superficial de agua ubicado sobre el curso del río Cortaderal en la alta cordillera de la Región de O'Higgins.

## Ubicación y descripción
El río Cortaderal nace de un glacial de la falda este del cerro El Palomo,: 354  y en su trayecto atraviesa la laguna Pejerreyes.

## Historia
Luis Risopatrón lo describe en su Diccionario Jeográfico de Chile (1924):: 260 
Pejerreyes (Laguna de los). Es de trasmisión, tiene una 138 hectáreas de superficie i se encuentra en la parte inferior del cajón del Cortaderal, del Cachapoal.
En agosto de 2017 un deslizamiento de tierras obstaculizó la desembocadura de la laguna provocando temor de un posible vaciamiento abrupto de la laguna.